# Viehbruch
Das Viehbruch ist ein Landstrich in der nördlichen Region Hannover und im südlichen Landkreis Heidekreis. Das Gebiet umfasst großteils Weide- und Wiesenflächen der örtlichen Viehwirtschaft, daher der erste Teil des Namens. Der zweite Namensteil („-bruch“) verweist darauf, dass es einst sumpfig bzw. ein Moor war.
Durchströmt wird das Viehbruch durch den Fluss Grindau.
Bekannt wurde das Gebiet durch eine intensive Grundwasserentnahme, durch die der moorige Charakter verloren ging. Nach Reduzierung der Trinkwassergewinnung nahm das Gebiet stellenweise wieder seine ursprüngliche Form an.